# Звуковой эффект

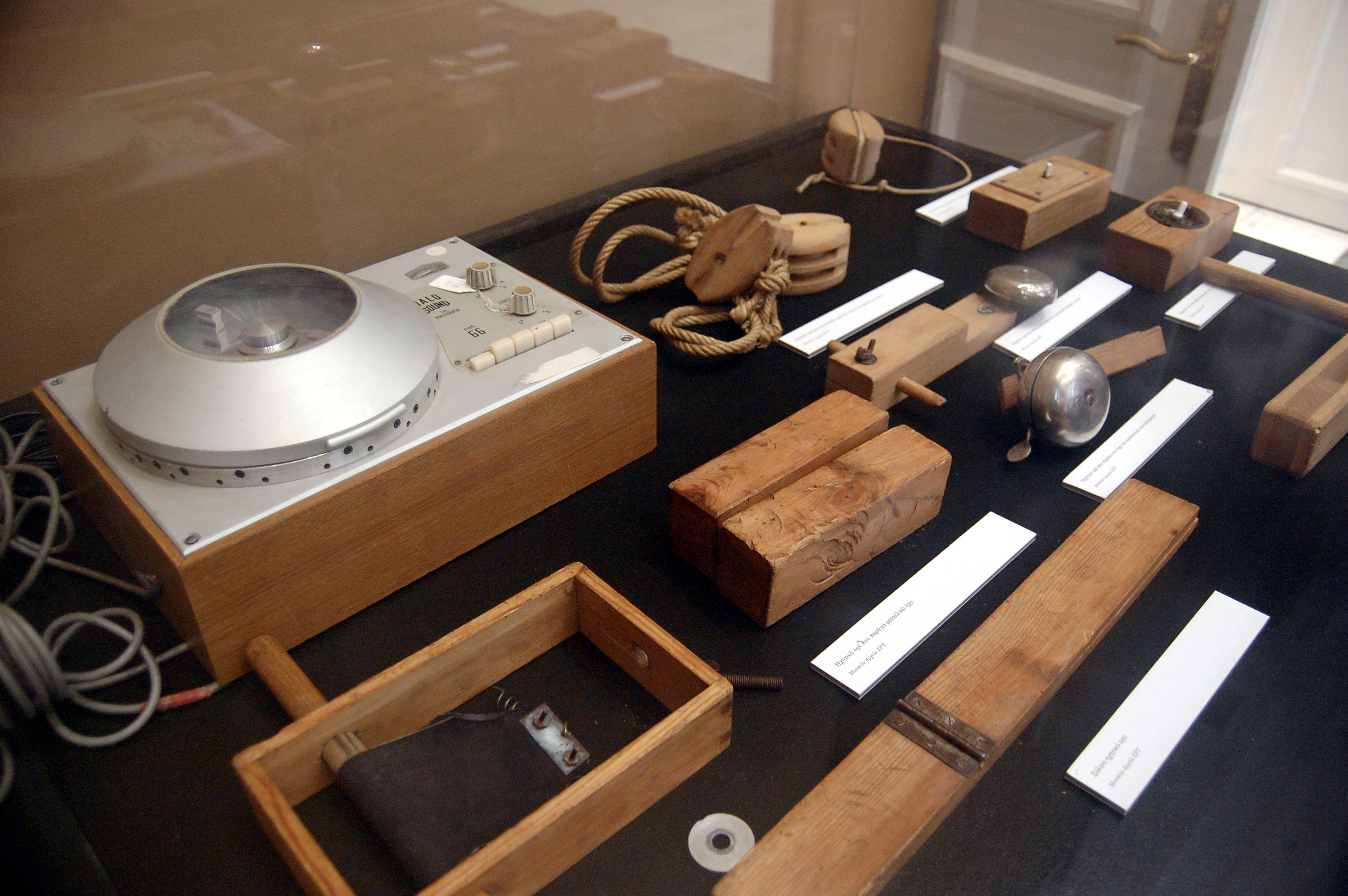
Аналоговые устройства для звуковых эффектов

Звуково́й эффе́кт (англ. Sound effect или англ. audio effect) — искусственно созданный или усиленный звук, или обработка звука, применяемый для подчеркивания художественного или иного содержания в кино, видео играх, музыке или других медиа.

## Технические эффекты
Типичными звуковыми эффектами, которые применяются при подготовке аудиоматериала являются:
- Эхо — один или несколько задержанных сигналов, которые добавляются к оригинальному. Чтобы эффект воспринимался как эхо, задержка должна быть порядка 50 мс или более. Эффект может быть достигнут с помощью как аналоговой, так и цифровой обработки. Если значительное число задержанных сигналов воспроизводится в течение нескольких секунд, результирующий сигнал создает эффект присутствия в большом помещении и воспринимается как эффект реверберации.
- Обратное эхо (англ. reverse echo) — эффект нарастания, который создается обращением вспять аудиосигнала с эффектом эхо. Изобретателями этого эффекта считаются Jimmy Page и Led Zeppelin (напр., песня Whole Lotta Love).
- Флэнжер (англ. flanger) — задержанный сигнал добавляется к оригинальному с переменной задержкой до 10 мс. Этот эффект достигается цифровой обработкой, хотя достигается воспроизведением той же самой записи записи на двух синхронизированных проигрывателях и последующим микшированием. Для достижения эффекта оператор помещает свой палец на кромку (англ. flange) одного из дисков, несколько замедляя его движение, а значит и его звучание. Когда оператор убирает свой палец, механизм ускоряет движение диска, синхронизируя его с другим.
- Фэйзер (англ. phaser) — сигнал раздваивается, часть его фильтруется фазовым фильтром для создания фазового сдвига, после чего фильтрованный и нефильтрованный сигналы смешиваются. Эффект фэйзера подобен эффекту фланжеру, однако трудно воспроизводим на аналоговой аппаратуре. Фэйзер используют для достижения «синтезации» или «электронизации» натуральных звуков, таких как человеческая речь. Голос персонажа C-3PO из фильма Звёздные войны был создан путём редактирования голоса актёра фэйзером.
- Хорус (англ. chorus) — задержанный сигнал добавляется к оригинальному с постоянной задержкой. Задержка должна быть малой для избежания эффекта эхо, но больше 5 мс, в противном случае интерференция волны приведёт к эффекту флэнжер. Часто задержанные сигналы чуть сдвигают по высоте для достижения более реалистичного эффекта ансамблевого звучания.
- Овердрайв (англ. overdrive) эффект продуцирует искаженные звуки, может имитировать голос роботов или радиотелефонные сигналы. Классический овердрайв влечет к обрезке (clipping) сигнала, когда его абсолютная величина превышает определённый порог.
- Звуковысотное смещение (англ. pitch shift) повышает или понижает высоту звуковых сигналов. Этот эффект часто используется для коррекции пения поп-певцов, поющих фальшиво[источник не указан 3898 дней]. Скорость воспроизведения (темп) при этом остается постоянным.
- Растяжение времени (англ. time stretching) — в отличие от звуковысотного сдвига, этот эффект изменяет скорость воспроизведения аудиосигнала (темп), не изменяя его высоты.
- Эффект резонанса — усиливает обертоны на заданных частотах.
- Эффект роботизированного голоса — изменение человеческого голоса с помощью устройств, например, вокодера, с целью придания им «нечеловеческого» звучания, в основном роботизированного.
- Модуляция — изменение параметров несущего сигнала (частоты, амплитуды и др.) при помощи управляющего (модулирующего) сигнала, в котором содержится информация об изменении.
- Компрессия звука (англ. compression) — уменьшение амплитудного диапазона звука с целью предотвращения самопроизвольных колебаний динамики. Компрессию звука не следует путать со сжатием звуковых данных.
- 3-мерные аудиоэффекты — помещает звуки за пределами стереобазы.
- Фильтрация звука — процесс, использующий различные виды звуковых фильтров. Полосная фильтрация голоса может симулировать эффект разговора.
  - Эквалайзер (англ. equalization; сокращенно — EQ) — разные частотные полосы усиливаются или ослабляются для корректировки тембральных характеристик. Является разновидностью фильтрации звука.
  - Wah-wah — динамический эффект изменения тембра, путём смещения частоты пика фильтра.